# マドレーヌ・グレイ
マドレーヌ・グレイまたはグレー（Madeleine Grey, 1896年6月11日 – 1979年3月13日）は、フランスの声楽家。通常はソプラノ歌手に分類されるが、メゾソプラノの声域にもレパートリーを持っていた。

## 略歴
マイエンヌ県ヴィレーヌ＝ラ＝ジュエルにおいてユダヤ系の家庭に生まれ、本名はマドレーヌ・ナタリー・グリュンベール（Madeleine Nathalie Grumberg）といった。
パリ音楽院に入学してピアノをアルフレッド・コルトーに、声楽をアメデー＝ルイ・エティックに師事。間もなく声楽家としての比類ない力量が認められ、1919年にはパドルー管弦楽団と共演してパリにデビューした。この最初の公演には、ガブリエル・フォーレとモーリス・ラヴェルが出席しており、やがて両者とも自作の演奏会で彼女に密に協力するようになった。例えばフォーレは、連作歌曲集《幻影（フランス語: Mirages）》の初演（1919年12月）に、ラヴェルは1920年に管弦楽伴奏版の《2つのヘブライの唄（フランス語: Deux mélodies hébraïques）》および1926年の《マダガスカル島民の唄（フランス語: Chansons madécasses）》の初演にグレイを抜擢している。
グレイは1928年にラヴェルのスペイン演奏旅行に同行し、1930年にはシブールにおけるラヴェル音楽祭に出席しており、ラヴェルの死後には追悼演奏会でも歌った。
ジョゼフ・カントルーブから歌曲集《オーヴェルニュの歌》を献呈され、1926年にその初演を行なって大成功の評判をとった。その他のグレイのレパートリーに、オットリーノ・レスピーギやエイトル・ヴィラ＝ロボス、ダリウス・ミヨー、アルテュール・オネゲルの声楽曲が含まれている。
グレイは幅広く演奏旅行を行い、とりわけイタリアやアメリカ合衆国を訪ねている。数々の音楽祭にも出席した。反ユダヤ主義の流行と勢いを経験することもあり、1933年には、フィレンツェで演奏会の契約が突然にキャンセルされ、別の歌手と交代させられている。ナチス・ドイツとフランスの戦争が勃発したときは国外におり、1947年まで帰国しなかった。1952年から再びパリに暮らして1979年に同地で亡くなった。

## 評価
ラヴェルは、指揮者のエルネスト・アンセルメに彼女の推薦状を書き送った際に、グレイの声について初期の評価を書き留めている。曰く、「彼女はとりわけ秀でた演奏家です。魅力的で、なかなか力強く、とても澄んだ声。しかも、まさに注目すべきは、完璧な発声法です。彼女のお蔭で、拙作の《シェエラザード》は、交響詩とは別の代物として聴衆に聞いてもらうことができたのです」。このような見方は、彼女が遺した録音に基づく現代の批評においても裏付けられ、例えば「彼女の声は力強く明晰で、発声は優秀、解釈は個性的で知的である」と論じられている。
マドレーヌ・グレイの遺産である録音は、数こそ少ないが重要である。カントルーブの《オーヴェルニュの歌》からの抜粋を録音した最初の声楽家であり、1932年には、ラヴェルの監修のもとに《マダガスカル島民の歌》と《2つのヘブライの歌》を録音した。これらは、演奏に寄せる作曲者の意向を反映させた実例として、独自の価値を持っている。

## 註
1. ↑  Maurice Ravel. Lettres, écrits, entretiens; [edited by] Arbie Orenstein. Paris: Flammarion, 1989. p.189 (Letter 180). ISBN 2080661035 ; OCLC 20025651.
2. ↑   John Steane, in: Grove Music Online; edited by L. Macy; article on Madeleine Grey (accessed 12 March 2007)